# 885 Ulrike
Ulrike (asteroide 885) é um asteroide da cintura principal com um diâmetro de 33,43 quilómetros, a 2,5063065 UA. Possui uma excentricidade de 0,1890354 e um período orbital de 1 984,46 dias (5,44 anos).
Ulrike tem uma velocidade orbital média de 16,94246533 km/s e uma inclinação de 3,30275º.
Este asteroide foi descoberto em 23 de Setembro de 1917 por Sergei Belyavsky.